# ماساتو هارودا

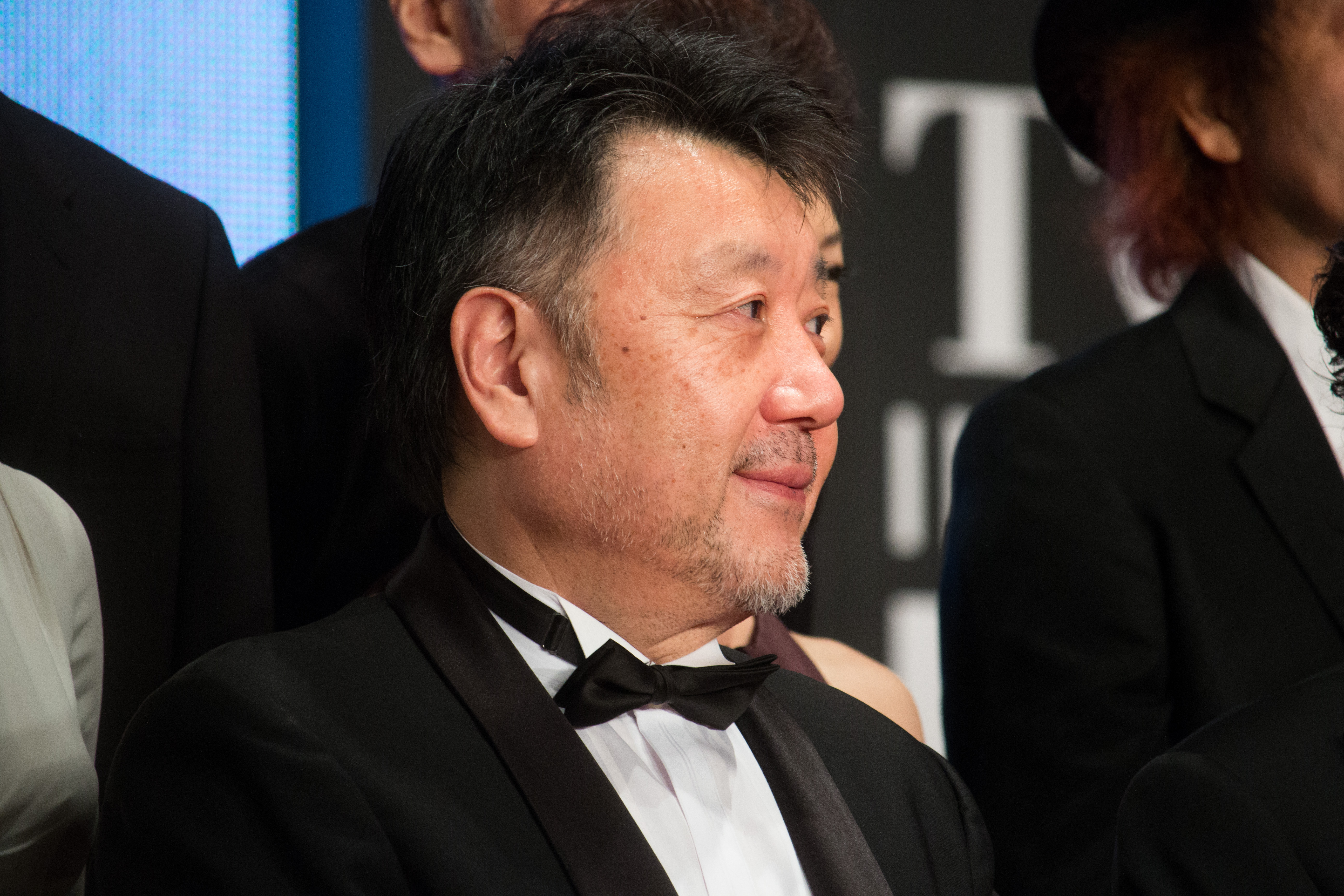
هارودا في مهرجان الفيلم الدولي الثامن والعشرون في العاصمة اليابانية طوكيو

ماساتو هارودا (باليابانية:原田眞人) ، ممثل ياباني من مواليد 3 يوليو 1949م في نومازو اليابانية، عمل كممثل وكمخرج وكاتب القصة، واشتهر في أفلامه الشهير الساموراي الأخير .

## سيرته المهنية
عمل مخرجا منذ عام 1979 ، فكان معظمها شاركت في الأفلام اليابانية .
- Chronicle of My Mother (2011)
- Climber's High (2008)
- Mōryō no Hako (2008)
- Densen Uta (2007)
- Bluestockings (2005)
- The Choice of Hercules (2002)
- Inugami (2001)
- Spellbound (1999)
- Bounce ko gals (1997)
- Rowing Through (1996)
- Kamikaze Taxi (1995)
- Painted Desert (1993)
- Tuff 5 (1992)
- Gunhed (1989)
- The Heartbreak Yakuza (1987)
- Paris/Dakar 1500 (1986)
- Uindii (1984)
- Farewell, Movie Friend: Indian Summer (1979)

## ممثل
عمل ممثلا لفيلمي :
- Fearless (2006) as Mr. Mita
- الساموراي الأخير (2003) as Mr. Omura

## وصلات خارجية
- ماساتو هارودا على موقع IMDb (الإنجليزية)
- ماساتو هارودا على موقع ميتاكريتيك (الإنجليزية)
- ماساتو هارودا على موقع روتن توميتوز (الإنجليزية)
- ماساتو هارودا على موقع ألو سيني (الفرنسية)
- ماساتو هارودا على موقع أول موفي (الإنجليزية)
- ماساتو هارودا على موقع قاعدة بيانات الأفلام السويدية (السويدية)
- ماساتو هارودا على موقع قاعدة بيانات الفيلم (الإنجليزية)
- ماساتو هارودا على موقع كينوبويسك (الروسية)
- Masato Harada's JMDb Listing
- Interview at Midnight Eye